# Hervormde kerk (Valburg)
De Hervormde kerk is een kerkgebouw in het Nederlandse dorp Valburg, provincie Gelderland. De kerk wordt gebruikt door de Hervormde gemeente Valburg-Homoet.

## Geschiedenis
De oudste delen van de kerk (de toren en enkele onderdelen van het schip) stammen uit de 12e of zelfs 11e eeuw. De eerste vermelding van een parochie in Valburg is in 1322. De kerkenlijst van de Utrechtse domkerk vermeldt de Valburgse kerk in 1395.
De aan Sint-Christoffel gewijde kerk was verbonden aan de kerk van Elst. De proost van Elst deelde het collatierecht met de hertogen van Gelre.
In 1600 kreeg Valburg met Balth. Hydoreus zijn eerste predikant.
In 1858 werden herstelwerkzaamheden uitgevoerd. Na de Tweede Wereldoorlog is de buitenkant van de kerk ontdaan van zijn pleisterlaag. Eind jaren 60 onderging de kerk een restauratie.
In 2008, 2011 en 2021 heeft de kerk last gehad van koperdiefstal. Er werden onder andere regenpijpen en bliksemafleiders ontvreemd. In 2012 heeft dit geleid tot bliksemschade aan de kerk.
In de jaren 2019-2020 werd een restauratie uitgevoerd, waarbij onder andere de vloer werd hersteld en het stucwerk vernieuwd.

## Beschrijving
Van de 12e-eeuwse kerk resteren alleen nog de toren, de rechtstanden van de triomfboog en een deel van de westelijke schipmuur.
Het overgrote deel van het eenbeukige, romaanse schip dateert uit de 14e eeuw. De muren zijn tot een hoogte van 1,9 meter opgebouwd uit tufsteen; de rest bestaat uit baksteen. Bij de herstelwerkzaamheden van 1858 is het gewelf versmald, en het rust sindsdien op lijsten die ondersteund worden door kolommen. Na 1904 is de kap van het schip vernieuwd.
Van het oorspronkelijke 13e-eeuwse koor is alleen de zuidmuur overgebleven. Tegen deze muur is in de 14e of 15e eeuw een kapel geplaatst, die na de reformatie is ingericht als consistoriekamer. Het huidige gotische koor met spitsboogvensters is gebouwd in de 15e eeuw en is dus van latere datum dan de kapel. Aan de noordzijde van het koor bevindt zich de 16e-eeuwse sacristie.
De uit drie geledingen bestaande toren is tot een hoogte van bijna 8 meter opgebouwd uit tufsteen; de rest van de toren is van bakstenen. De onderste helft van de toren is gebouwd in de 11e/12e eeuw, terwijl de bovenste helft bestaat uit 13e en 17e-eeuwse delen.
Het orgel is in de tweede helft van de 18e eeuw gebouwd. Het uurwerk in de toren heeft het jaartal 1727 als inscriptie.
De oorspronkelijke muurschilderingen in de kerk waren na de reformatie overgekalkt. Ze zijn inmiddels weer zichtbaar gemaakt en gerestaureerd. 